# Martin XB-51
El Martin XB-51 fou un prototip de bombarder mitjà de reacció desenvolupat per la Glenn T. Martin & Co. a finals dels anys 40.

## Història
Després que la USAAF anunciés, el 1945, la seva necessitat de disposar d'un bombarder d'atac de reacció, la companyia aeronàutica Martin va començar el seu projecte XA-45 (que més tard esvendria l'XB-51). L'XB-51 estava dissenyat d'una manera innovadora: els tres motors estaven col·locats sota el fuselatge i davant de la cua, el que permetia tenir unes ales completament netes. La tripulació de dos consistia en el pilot, situat en una cabina amb una visibilitat de 180°, i un navegador, situat dins del fuselatge i darrere del pilot. El primer XB-51 va volar per primer cop el 28 d'octubre del 1949, després de múltiples modificacions.
Iniciada la Guerra de Corea, la USAAF va canviar la seva necessitat d'un bombarder d'atac per la d'un avió nocturn. L'XB-51 va competir amb l'English Electric Canberra per complir amb aquest rol, però el Canberra va demostrar ser clarament superior, ja que tenia més autonomia. L'XB-51 fou cancel·lat el novembre del 1951, i es van comprar 250 Canberras per realitzar el rol d'avió nocturn, i la USAAF va donar a Martin la llicència per construir-los. Encara que el projecte fou cancel·lat, els dos XB-51 construïts van seguir volant per provar el llançament de bombes a alta velocitat i els trens d'aterratge en bicicleta. Els dos únics models construïts es van perdre en accidents, un el 1952 i l'altre el 1956.

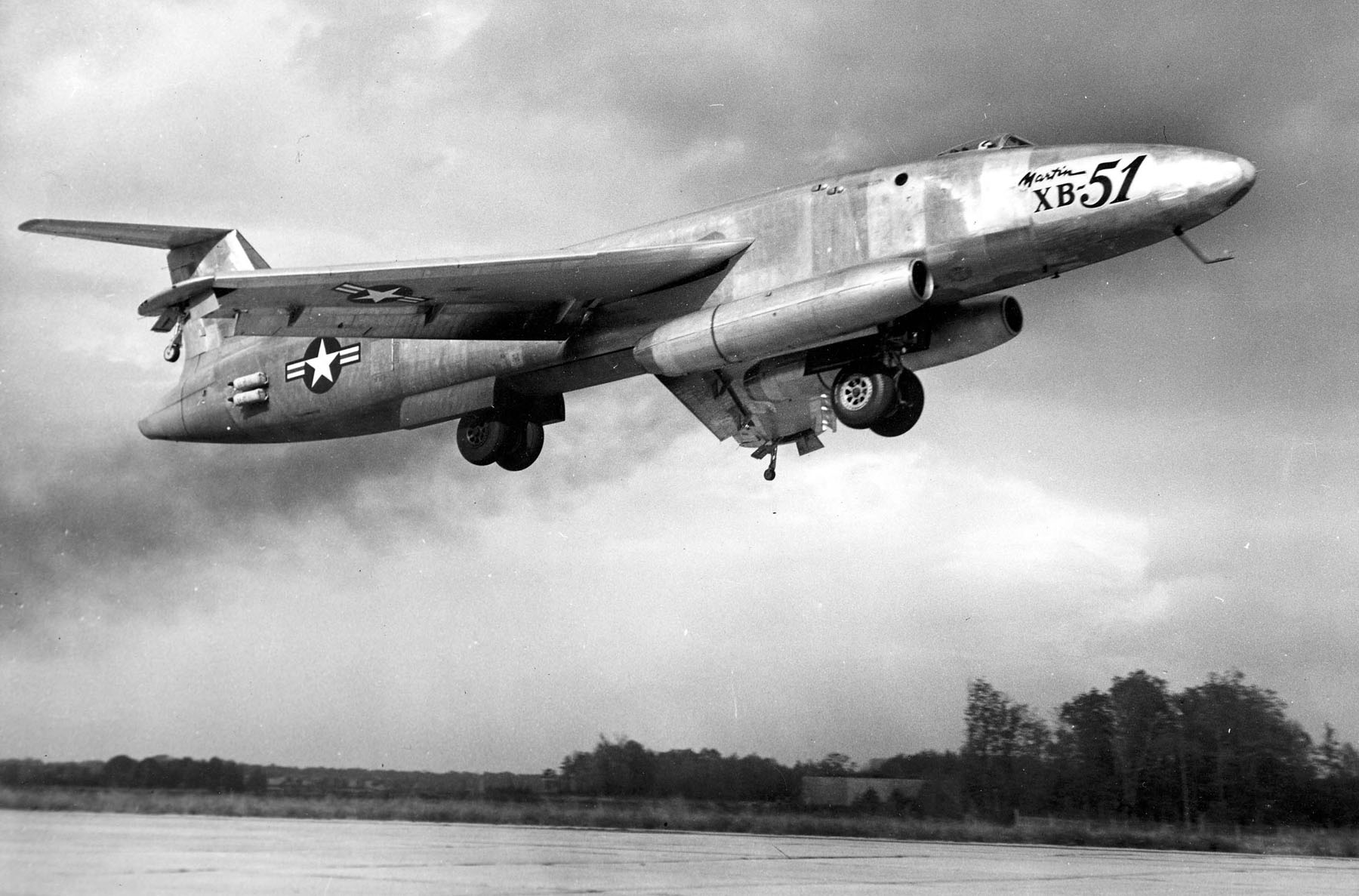
Martin XB-51 aterrant. Just a sota de la cua es poden apreciar dos coets per assistir a l'avió durant l'enlairament.

## Especificacions(XB-51)

### Característiques generals
- Tripulació: 2 Visió detallada d'un Martin XB-51 a terra.
- Llargada: 25,92 m
- Alada: 16,2 m
- Alçada: 5,27 m
- Superfície alar: 16,2m²
- Pes buit: 13,419 kg
- Pes carregat: 25,366 kg
- Pes màxim d'enlairament: 28,330 kg

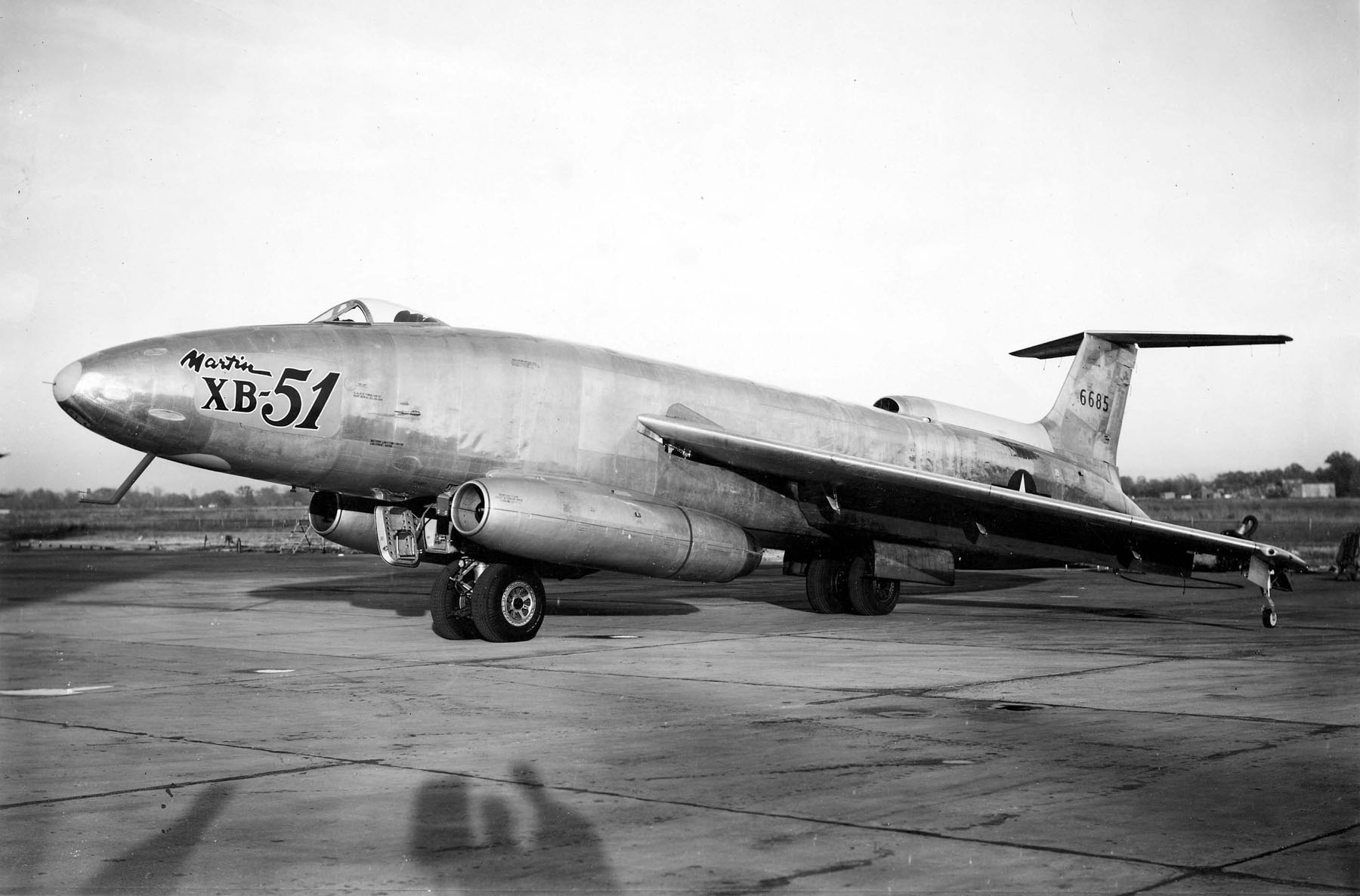
Visió detallada d'un Martin XB-51 a terra.

- Motors: 3 × motors turbojet General Electric J47-GE-13 amb 27kN de potència cadascun

### Prestacions
- Velocitat màxima: 1038 km/h
- Autonomia: 1730 km
- Sostre de servei: 12,300 m
- Velocitat d'enlairament: 35,5 m/s

### Armament
- Canons: 8 × canons Pontiac M39A1 de 20 mm amb 1,280 cartutxos.
- Coets: 8 × coets HVAR
- Bombes: fins a 4717,36 kg de bombes (o vuit coets HVAR portats internament)

## En la cultura popular
Un XB-51 va aparèixer a la pel·lícula de Mervyn LeRoy "Toward the Unknown" (1956), fent el paper de caça fictici "Gilbert XF-120".